# Nicola Rollo
Nicola Rollo (Bari, 15 de maio de 1889 — São Paulo, 29 de julho de 1970) foi um escultor ítalo-brasileiro.
Segundo Raphael Galvez, estudou em Roma, na Academia de Belas Artes e segundo outras fontes, ele teria estudado escultura, já no Brasil, no Liceu de Artes e Ofícios de São Paulo, tendo sido aluno do escultor Adolfo Adinolfi.

## Primeiros trabalhos
Ainda segundo depoimento de seu discípulo Raphael Galvez, teria chegado ao Brasil em 1913, quando estava com 24 anos. Quanto à documentação, não foi encontrada qualquer menção de sua atividade até a participação no Concurso para o Monumento Comemorativo ao Iº Centenário da Independência do Brasil, realizado em 1º de junho de 1919. O vencedor do concurso foi Ettore Ximenes (Palermo, 1855 - Roma, 1926), o segundo colocado Luigi Brizzolara (Chiavari, 1868 - Gênova, 1937) e o terceiro Nicola Rollo.
Embora o projeto de Ximenes tivesse tido o aval da oficialidade, o de Rollo, segundo Monteiro Lobato, era o preferido do grande público.
Em seu artigo O projeto Rollo, para a Revista do Brasil, Monteiro Lobato já celebrava o gênio e dizia que "a cidade de São Paulo, infestada de Zagros indecorosos, sente-se orgulhosa de ter em seu seio, a levantar o voo, um artista cujo nome está predestinado a circular pelo mundo livre de fronteiras, como um eleito da Glória".
O mesmo Monteiro Lobato, ao comentar A vitória de Ximenes, e atentar para o caráter fraudulento desta vitória, escreverá mais uma vez a favor de Rollo: "Rollo teve a votação unânime da Cidade de São Paulo com exceção apenas de quatro pessoas, que, por coincidência, formavam a comissão julgadora."

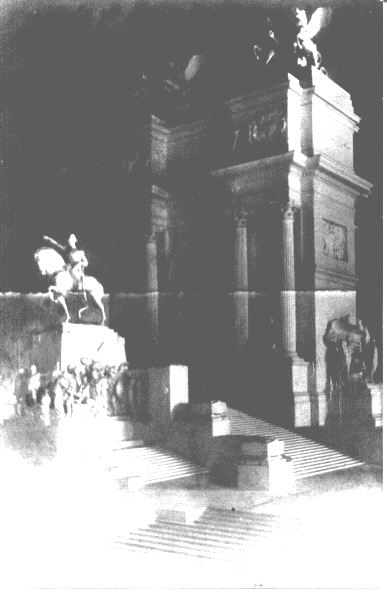
Maquete de Nicola Rollo para o Concurso

Também O Correio Paulistano, que forneceu a única descrição sobrevivente do projeto, celebra Rollo entusiasticamente:
"(...)Esse artista, cujo nome aparece pela primeira vez, em S.Paulo, é uma surpresa e uma revelação do importante certamen.
Antes de expor o seu trabalho ainda não ouvíramos o seu nome e a única credencial que trouxe para a evidência desse concurso de arte é o seu magnífico projecto, alvo das mais entusiásticas referências de todos os artistas e amadores que visitam o Palácio das Indústrias.
O escultor Nicola Rollo é italiano, natural de Bari.Estudou em Roma e pela primeira vez toma parte em concurso internacional, no qual aparecem vários nomes notáveis da arte esculptórica.
Nicola Rollo tem trinta anos. O seu projecto é a exuberante manifestação de um talento novo e vibrante, comprehendendo, como raros, os valores do "monumental", de cuja expressão nos dá em sua brilhante "maquete", a medida extrema. As suas figuras, a concepção em geral do proj ecto, são grandiosas e ençolgani em sua simplicidade, em sua eloquência esculptórica, em seu vigor expressional.
A ideia principal do seu monumento é a de marcha evolutiva da nação nova para a civilização, marcha esta de que a independência foi a grande e fúlgida etapa.
O grandioso monumento, cujo aspecto é de um arco de triunfo, apoiado em sólida cantaria e movimentado de uma grande vida palpitante por grupos colocados em seu embasamento, symboliza, o valor do gesto libertário de 7 de setembro, de cujo advento parte a nacionalidade para a conquista serena do futuro. O austero do monumento, de um caráter tão definido que assinala as suas próprias figuras, acompanha a ideia de eternidade que se deve ligar à esperança de grandeza nos tempos que hão de vir. O estilo é sóbrio e quase triste, dando-nos porém unia impressão de arte sentida soberbamente e os gestos e a atitude dos grupos symbolizam, com vigor, o sentido que lhes deu o artista em sua concepção.
Sente—se, em frente ao seu projecto, a sensação perfeita de contacto com unia época de força e de grandeza, que está fora do tempo, porque é eterna e deve acompanhar a marcha evolutiva da nação nova para a glória que lhe acena do fundo dos séculos.
Destacando-se do plano, central do monumento, erguem—se lateralmente dois grandes grupos alegóricos, symbolizando a INDEPENDENCIA e o inicio da vida e a "defesa contra a invasão do território".
O que mais impressiona no trabalho de Nicola Rollo é a maneira por que trata o artista as suas figuras. Estas, colocadas de qualquer modo, vivem uma vida real e palpitante. Parece, ao observador, que vão saltar e desligar-se do grupo, tão vigorosa é a distensão magistral daqueles músculos e tão verdadeira e vibrante é a atitude daqueles corpos encordoados e quase selvagens em sua rústica expressão de força.
O grupo da direita, como dissemos, simboliza o esforço e a vitória da Independência, que resumia as melhores aspirações do povo brasileiro; o da esquerda representa a época do trabalho e da defesa armada, que garante a ordem, e a paz, sob cuja proteção se desenvolvem as lavouras e as indústrias que vão creando fontes novas de progresso e de riqueza. Este grupo tem, como o da direita, um vasto sentido simbólico, que se resume no desenrolar da vida, dinamizada pelo trabalho e pelo instincto eterno de ampliação e de perpetuação. Há ali uni homem que guia um arado, uma mulher que trás um filho ao colo, e unia teoria vigorosa de figuras que estendem as suas lanças contra a ameaça de invasão da terra pelo estrangeiro.
Na "evolução do conceito de Pátria" que representa o baixo relevo da esquerda, um grupo symboliza o holocausto recíproco da terra e do homem; aquela oferecendo a vida a este e este sacrificando—a em sua defesa.
Na base da estátua eqüestre de D. Pedro,um alto relevo traduz o conceito que, desde o inicio da obra preocupa o artista, isto é, o de desenvolvimento da nacionalidade.
Aos pés do príncipe regente o povo, exaltado pelo grito de independência, levanta a bandeira libertária e a entrega, fremindo de um grande e universal entusiasmo, às novas gerações, que a tomam com fervor, erguendo-a nos braços e beijando-a.
As comemorações iniciaram-se efetivamente 2 anos antes, mediante a elaboração do referido concurso e encerraram-se apenas em abril de 1923 (encerramento da Exposição Universal do Rio de Janeiro). No bojo das festividades estavam embutidas a revogação do banimento dos Orleans e Bragança (a família imperial brasileira), a encomenda - por parte da comunidade italiana da cidade de São Paulo - do conjunto escultórico que ladeia o Teatro Municipal de São Paulo, em homenagem ao maestro Antônio Carlos Gomes (obra do escultor italiano Luigi Brizzolara) , inúmeras inaugurações, celebrações e festividades em todo o território nacional.

## Vida Pessoal
Rollo  era casado com D. Raphaela, com quem teve cinco filhos: Antonio, Alba, Laura, Mário e Raphael, que veio a falecer ainda menino (a mãe morreu no parto). Além da esposa e filhos, dos alunos mais chegados (dentre eles Raphael Galvez,que residiu muitos anos com o mestre)  Rollo convivia com seu irmão Adolpho, que também era escultor. 
O mesmo teria sido de grande ajuda quando da montagem das alegorias no Palácio das Indústrias (Palácio 9 de julho) onde ele manteve atelier.

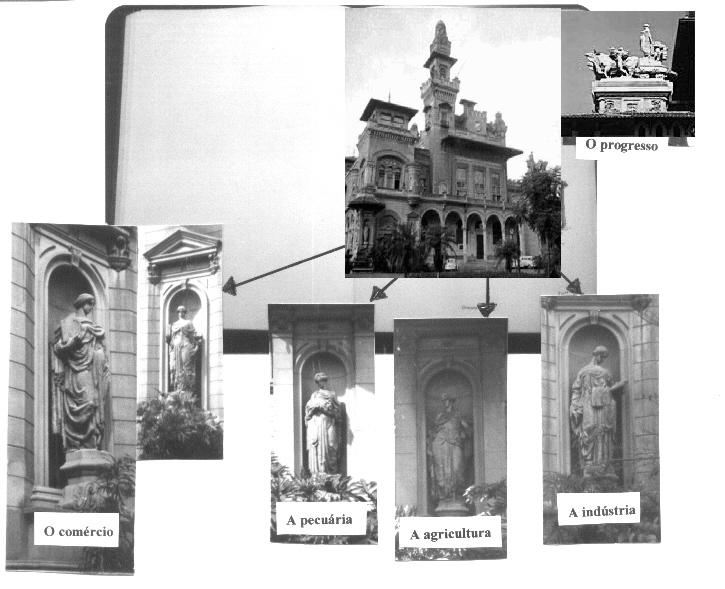
Obras de Nicola Rollo no Palácio das Indústrias

## Vida profissional
Rollo desempenhou atividades de professor no Liceu de Artes e Ofícios de São Paulo e na Escola de Belas Artes ( Vicente Di Grado, Tereza D'Amico, Alfredo Oliani, Joaquim Figueira e Raphael Galvez foram alguns dos seus alunos)  e  executou inúmeras obras tumulares para particulares.
Participou, também sem sucesso, do concurso para o monumento em homenagem a Giuseppe Verdi e do concurso para o monumento dos Andradas, a ser erigido em Santos (1920). 
Rollo elaborou uma maquete que já carregava muitos dos elementos que tanto o seu projeto quanto o de Victor Brecheret iriam utilizar para o monumento às bandeiras: os dois cavalos emparelhados com os respectivos cavaleiros, a tensão muscular e o cortejo de figurações que se seguem aos mesmos.

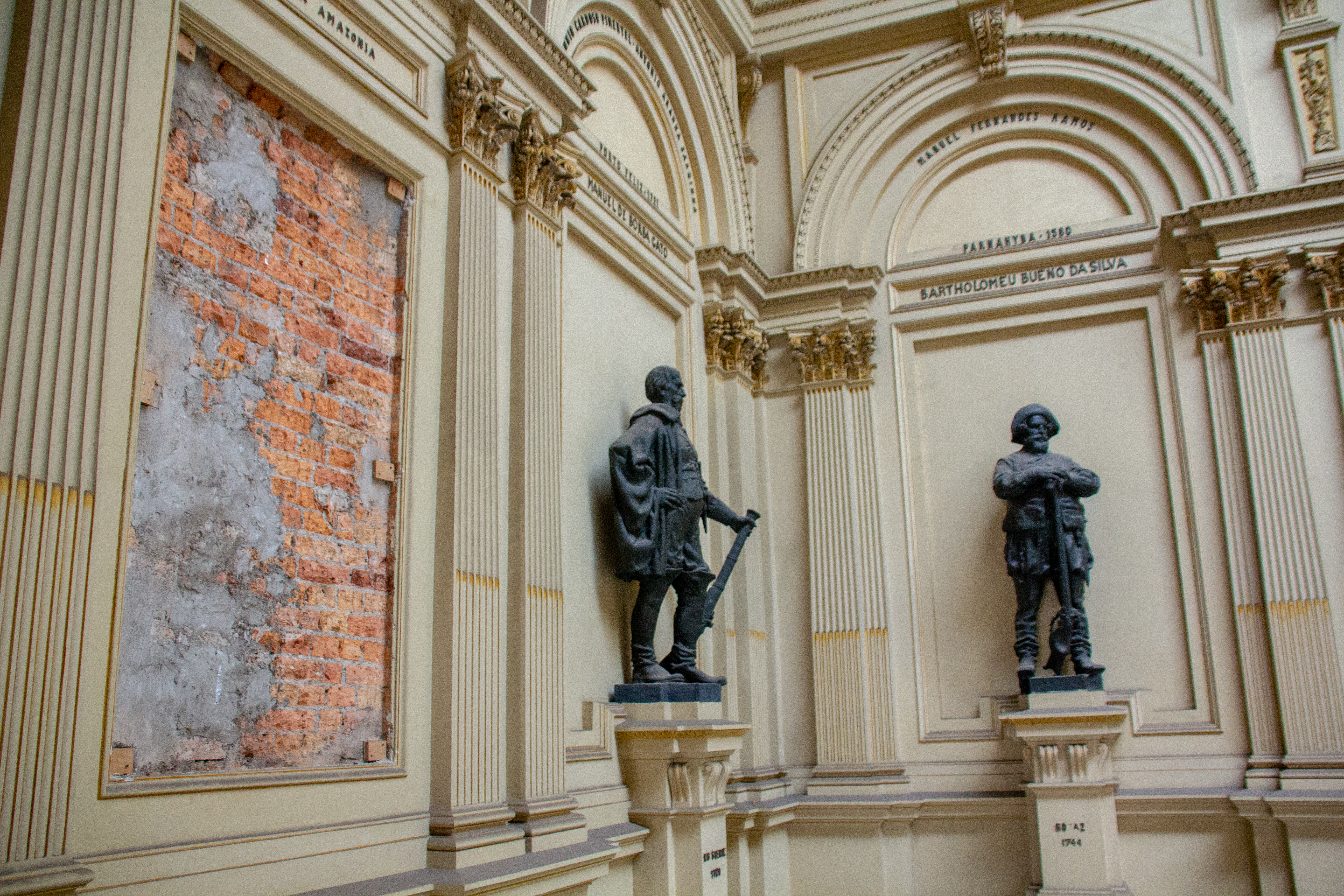
Borba Gato e Bartolomeu Bueno da Silva - Museu do ipiranga

Algumas obras avulsas (como a cabeça de Fauno, em bronze, legada a Raphael Galvez), três bandeirantes em bronze para o Museu Paulista (Francisco Dias Velho, Manuel de Borba Gato – cujo modelo foi Raphael Galvez – e Bartolomeu Bueno da Silva), o túmulo da família Trevisoli (Cemitério da Consolação, 1920), retratando a lenda de Orpheu e Eurídice, o túmulo do maestro Chiafarelli (Cem. da Consolação, 1923) e o túmulo de Luís Ísola (Cemitério da Consolação, 1927) são obras acabadas que Nicola Rollo produziu na década de 1920.
Durante sua vida ele construiu inúmeras maquetes e modelos em argila para um colossal monumento aos bandeirantes, que seria colocado em um tanque em frente ao Museu Paulista (encomenda de Mário Etman). 
Em 1926, Rollo ilustrou e criou a capa do livro "Um Homem Acabado", de Pappini, quando este foi publicado em S.Paulo, por uma editora italiana.
Em 1928, elaborou quatro diferentes projetos para o monumento à memória de Del Prete, que seria erigido no Rio de Janeiro.
Eis a descrição que A nota do dia nos legou do terceiro ("O Trídico do Amor") e do quarto projeto ("A mensagem de Roma"):

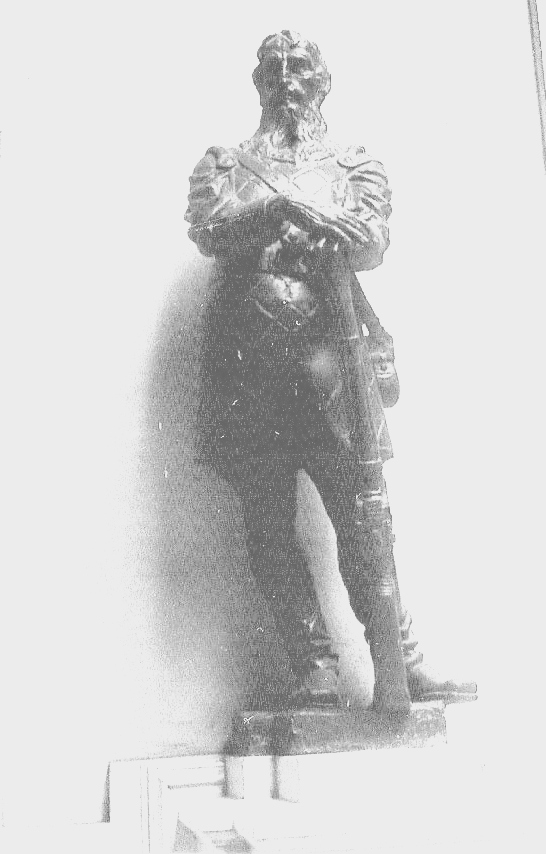
Francisco Dias Velho - Museu do Ipiranga

Na década seguinte, Rollo realizou um túmulo muito simples, no cemitério do Araçá, em 1932 e em 1939 integrou o júri do IV Salão Paulista de Belas Artes, ao lado dos professores Ricardo Cipicchia e Vicente Larocca.
Em 1940 Rollo enviou um projeto magnífico, em que a simplicidade e a clareza são a tônica, para o concurso para o monumento a Oswaldo Cruz, sendo que o periódico Diário das Notícias assim se referiu ao projeto de "10 de Novembro" (pseudônimo utilizado por Rollo)
"Entre os numerosos projetos apresentados para o Monumento a Oswaldo Cruz, ressalta logo aos olhos dos visitantes o assignado com o pseudônymo '10 de novembro'.
Esta maquette, executada com sabia originalidade sob o triplo aspecto que apresenta como digna obra monumental – o interpretativo, o plastico, o architectonico – desenvolve optimamente o thema apresentado pela Commissao.
Num plano horizontal, como se vê pelo clichè que illustra esta nota, são collocadas quatro figuras, plasmadas num estylo bem moderno, porem de um modernismo que não se apóia em nenhum gênero de antiga ou recente importação, representando lateralmente, o Arado e o Leme – isto é, o Trabalho, e, nas duas figuras intermediárias, o Pão e a Vida. Ao centro, Oswaldo Cruz, o Saneador do Brasil, calça num gesto magnífico que é o único gesto dynamico da obra as luvas do pesquisador do mundo microbiano. No alto do plano vertical, estilizada, num grupo eqüestre symboliza a Victoria do homem culto sobre o Mal – o Dragão.
Como se vê, a interpretação do thema é simples e accessível, feita para a alma do povo e não para os pesquisadores de symbologia – enquanto a execução plástica e architectonica, mesmo mantendo essa simplicidade, attinge o arrojo da verdadeira originalidade.
Pelo thema que desenvolve e pelo logar onde deverá surgir, essa obra representa o máximo que poderia se desejar de um artista."

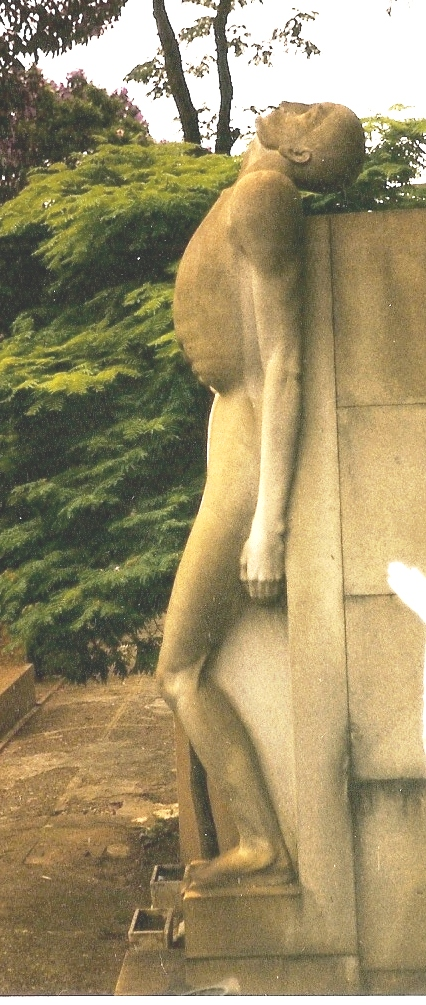
Túmulo de Luís Ísola, Cemitério da Consolação

Em 1941, Rollo assombrou a população de São Paulo quando anunciou aos professores de física da Universidade e aos jornalistas que inventara o moto-perpétuo. Houve uma demonstração no anfiteatro da Gazeta, conforme esperado, foi um completo fracasso.
A experiência frustrada foi financiada pelo leiloeiro Florestano Felice e Mario Graciotti, ambos amigos pessoais de Rollo. Coube a análise, entre outros, aos doutores Samuel Ribeiro e Souza Andrade, das máquinas Piratininga.
Além das incursões no campo da  física e da metafísica, e suas  considerações  teóricas em companhia de Mário Graciotti, que afastaram Rollo da escultura, ele terá certamente pintado e desenhado. Pode-se apreciar a  excelência do seu traço numa composição de Galhos, feita a partir da observação do natural, executada em betume sobre papel resinado.
Conhece-se outro desenho seu, ofertado a Mayra Laudanna por Mário Graciotti, que o recebeu das mãos do próprio Rollo. A lápis, o mestre desenhou uma virgem extremamente longilínea, de cânone ultrapassado, que cruza os braços sobre o peito e curva a cabeça. Este desenho lembra alguns de seus trabalhos tumulares.
Em 1956, é ainda um gigante escultor quem executa  o Ecce Agnus Dei (Este é o Cordeiro de Deus), encomenda de José Florestano Felice e Odilo Checchine para a praça em frente à matriz do Guarujá. É um Cristo, executado com grande economia de meios, quase lembrando um torpedo. Ele tem dois braços “aplicados”, que levantam um cordeirinho. 
Nicola Rollo morreu em São Paulo no dia 29 de julho de 1970, aos 81 anos e está enterrado no Cemitério São Paulo. A municipalidade o homenageou, batizando uma via pública com o seu nome.

## Galeria

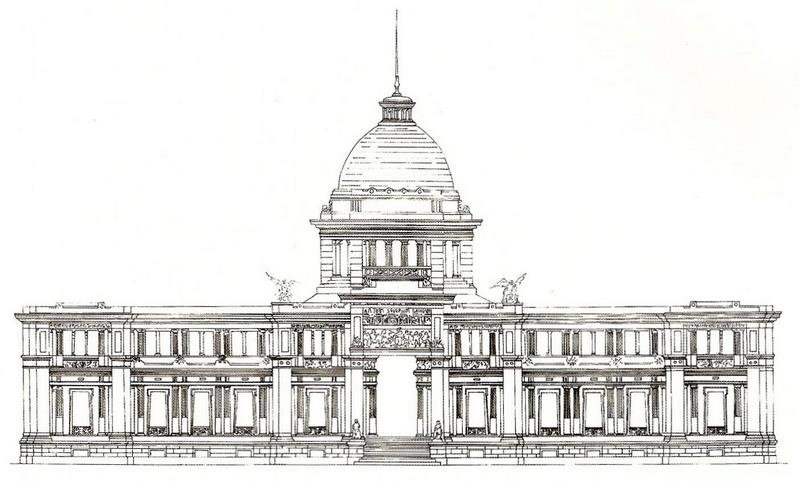
Ramos de Azevedo, Projeto de 1896 para o Liceu de Artes e Ofícios
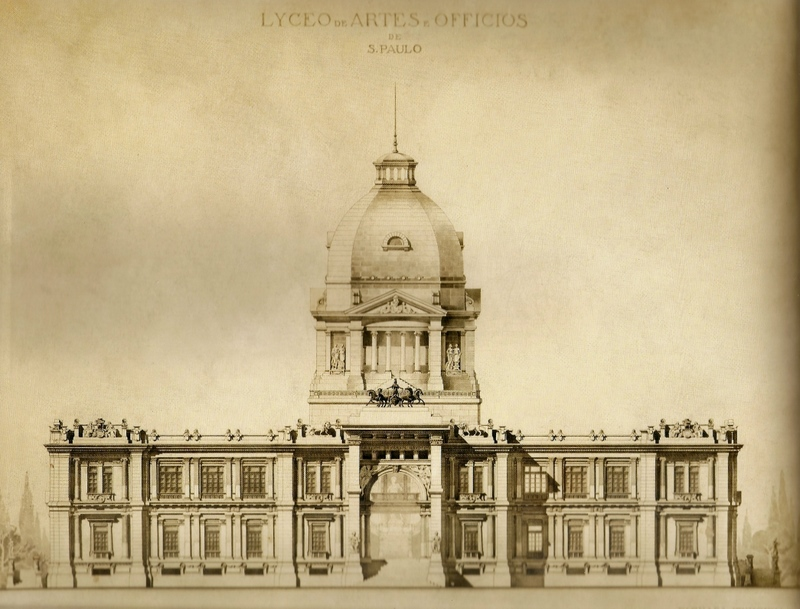
Concepção original da fachada do Liceu de Artes e Ofícios (Domiciano Ramos e Ramos de Azevedo) 1897
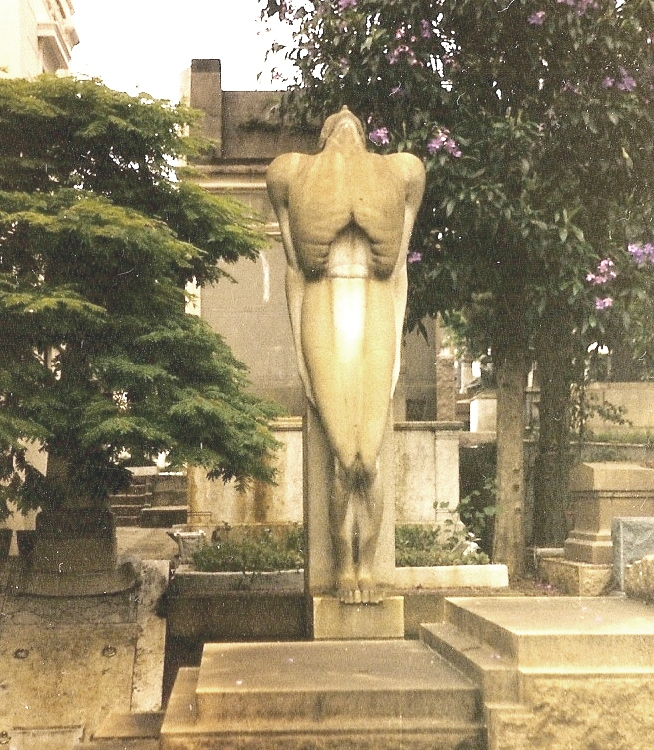
Túmulo de Luís Ísola, Cemitério da Consolação
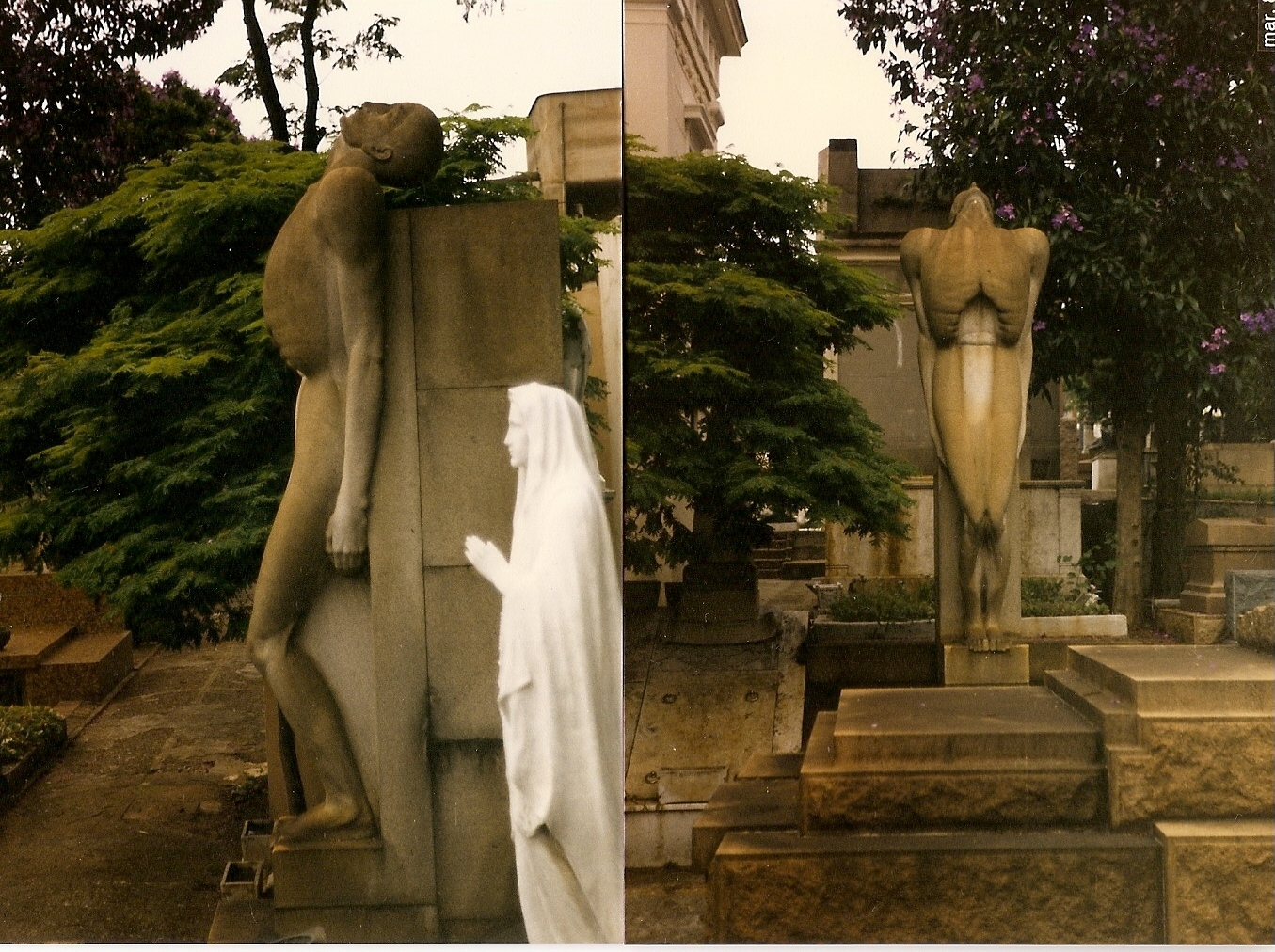
Túmulo de Luís Ísola, Cemitério da Consolação (2 ângulos, frontal e lateral)
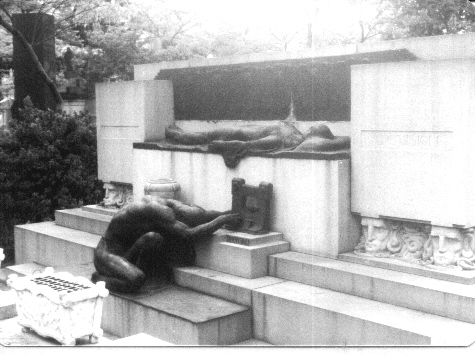
Túmulo da família Trevisioli, lenda de Orfeu e Eurídice
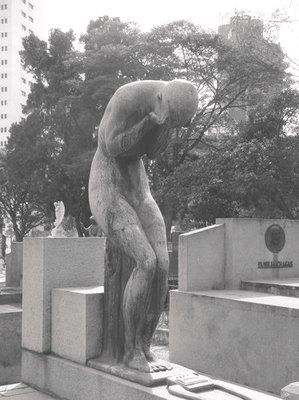
Túmulo do maestro Chiafarelli, Euterpe
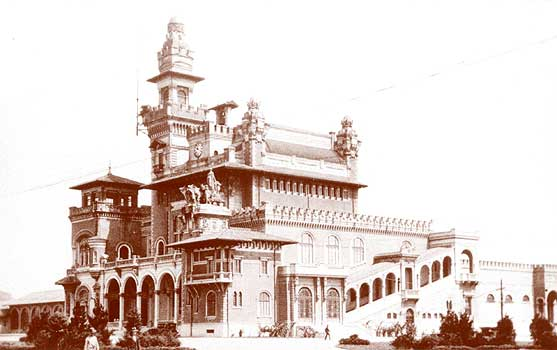
Palácio das Indústrias, fotografia da época
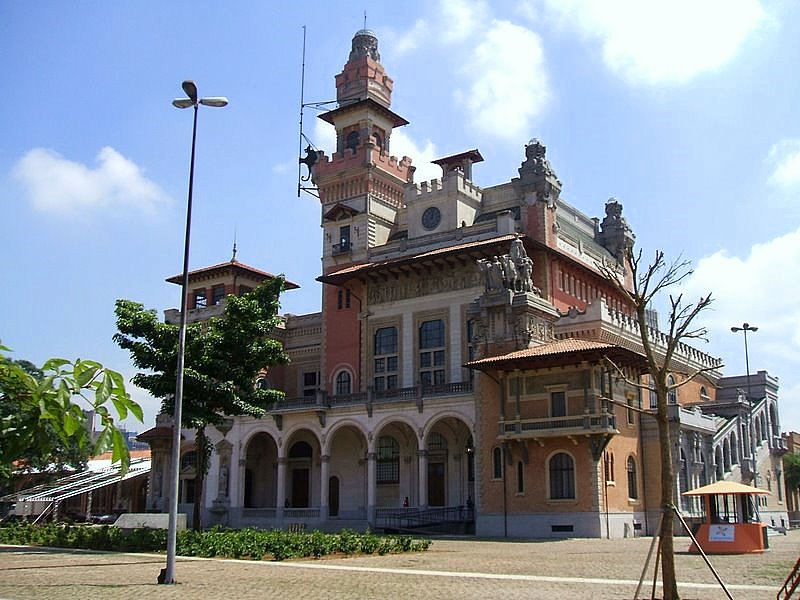
Palácio das Indústrias, destaque para o carro do Progresso
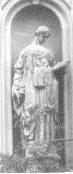
Alegoria da Indústria
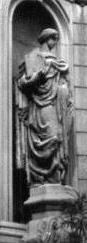
Alegoria do Comércio
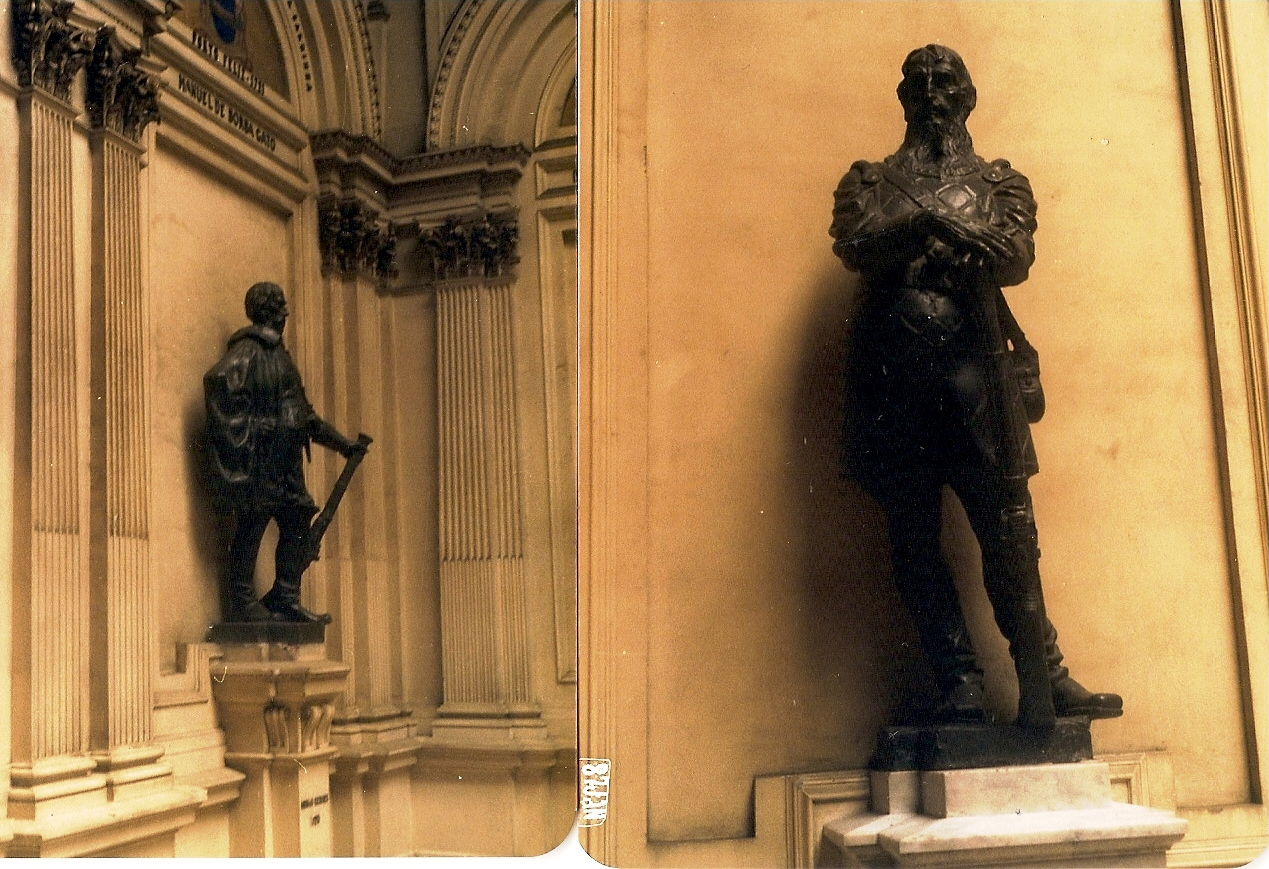
Bandeirantes em bronze, por Nicola Rollo, para o Museu do Ipiranga (cor)
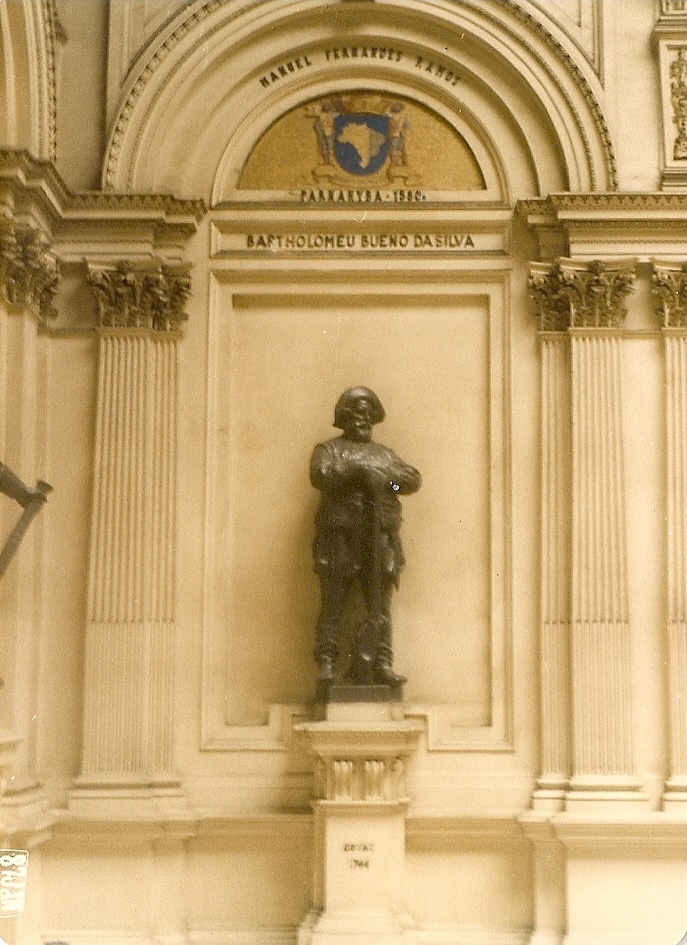
Bartholomeu Bueno da Silva (cor)
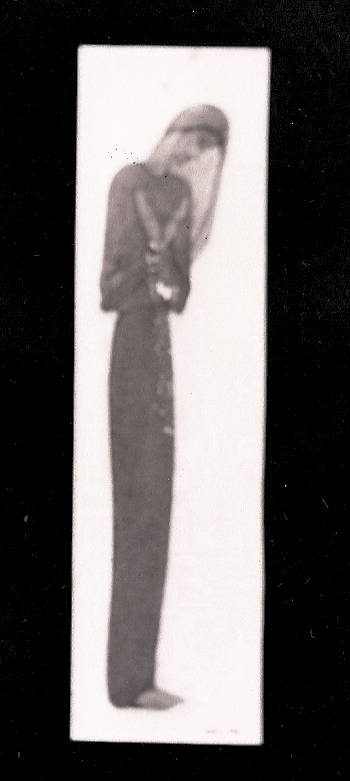
Madona longilínea e bastante espiritualizada
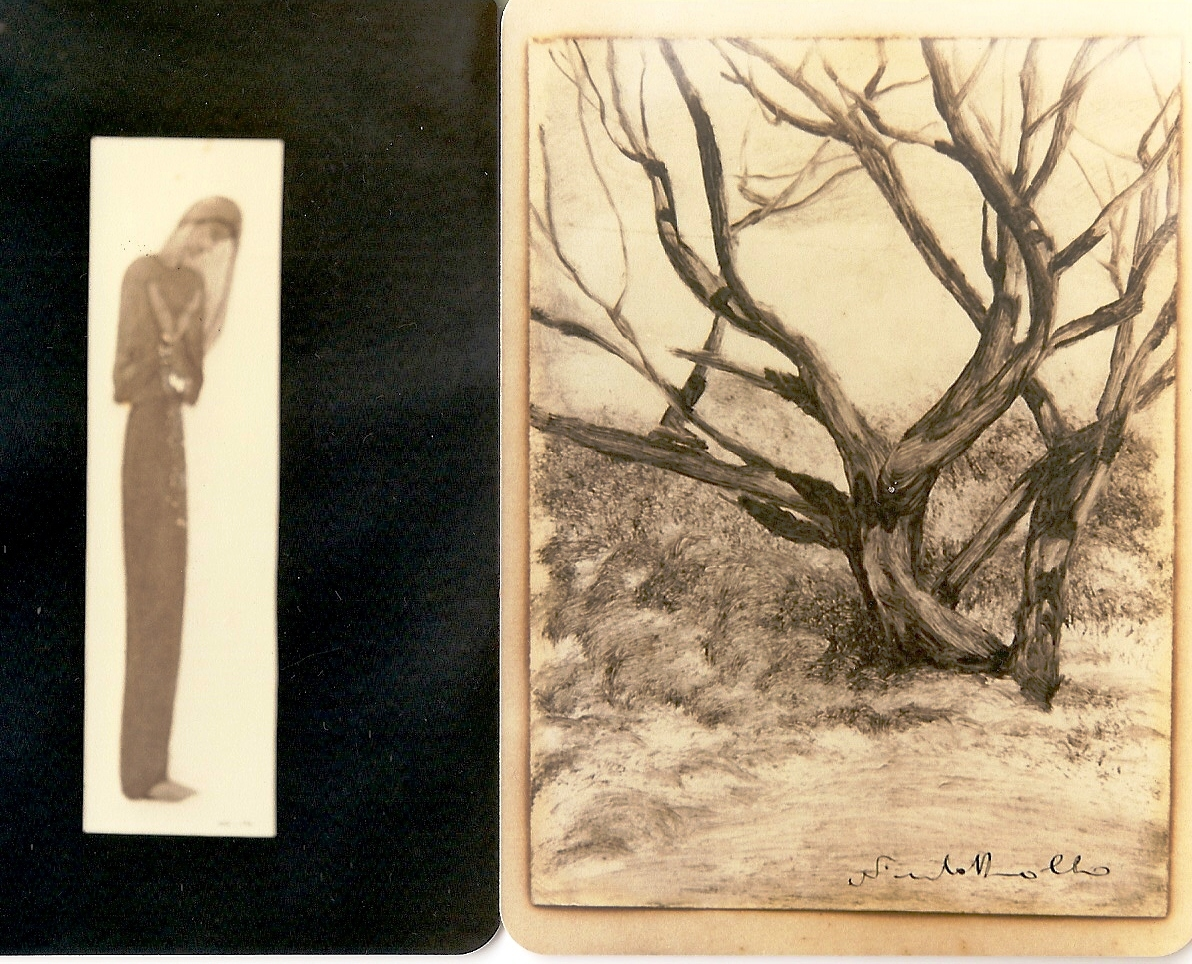
Desenhos de Nicola Rollo
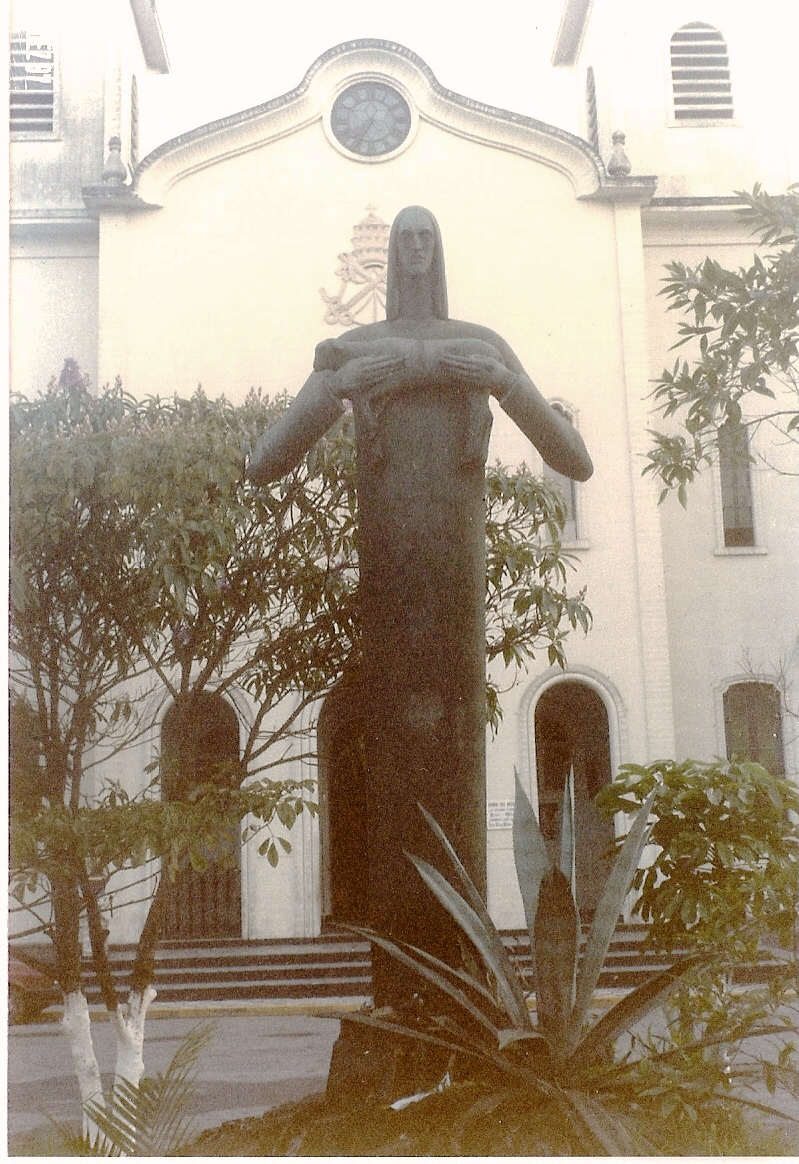
ECCE AGNUS DEI, Guaruja, 1953 (cor)